# Микрофизиды
Микрофизиды (лат. Microphysidae) — семейство полужесткокрылых из подотряда клопов.

## Описание
Клопы очень мелких размеров. Тело дорсовентрально уплощённые, часто имеет тёмный окрас. Самец полнокрылый, габитуально напоминают мелких Anthocoridae. У самца брюшко округло расширено к середине, надкрылья либо немного короче брюшка, либо покрывают его сверху, но не заходят за его вершину, перепоночка всегда отсутствует. Глазки есть (у самки мелкие). Хоботок из четырёх члеников. Надкрылья самца с кунеусом. Формула лапок 2-2-2.

## Экология
Живут эти клопы в подстилке, во мху и на стволах старых деревьев.

## Систематика
В составе семейства:
- Chinaola
- Loricula
- Mallochiola
- Myrmedobia